# Johann Rottenhammer
Johann Rottenhammer vagy Hans Rottenhammer (München, 1564. — Augsburg, 1625. augusztus 14.) német manierista és korai barokk stílusú festő.

## Életútja
Szülővárosában az idősebb Hans Donauer volt a mestere, 1589-től Velencében, majd Rómában, majd ismét Velencében alkotott. Rómában Federico Zuccari mesternél tökéletesítette rajztudását, itt találkozott a flamand Paul Brill és az idősebb Jan Brueghel tájképfestőkkel, akikkel együttes munkákat is alkotott. A tanulmányozott olasz reneszánsz festők közül Tintoretto és Veronese művészete hatott rá. 
Rottenhammer kialakította sajátos egyéni műfaját kisméretű, tarka színhatású mitologikus tárgyú képeket festett olajjal rézre (például Istenek lakomája, ma Ermitázs, Szentpétervár) és ezekkel már Rómában is sikere volt, mégis, hogy teljesen önállósítsa magát, műhelyt nyitott Velencében. 1606-tól Augsburgban telepedett le, s munkáinak legnagyobb részét II. Rudolf megrendelésére készítette. Ekkor már nagyobb méretű képeket is készített, például Pásztorok imádása (1608, Bécs), fő műve az augsburgi Kreuzkirche oltárképe, az Utolsó ítélet (1611 körül). Barokkosabb képein a tárgyi részletek nagy fontosságot nyertek.
A világ számos híres múzeumában és képtárában megtalálhatók művei, a budapesti Szépművészeti Múzeum két képét őrzi: Vénusz és Cupido; Diana szarvassá változtatja Akteont. Fontos megjegyezni, hogy az egyes képek aláírásának és a dátumozásának hiánya miatt gyakran nehéz pontosan megállapítani akár a szerzőt, akár a keletkezés időpontját, bár a stílusjegyek felismerése sokat jelent, de egy-egy ügyes tanítvány másolata is zavart okozhat vagy annyira együtt dolgoznak a műhelyben, hogy már maguk sem tudják, melyik kép kié. Nyilván ez a helyzet Johann Rottenhammer Vénusz és Ámor című képével, hiszen a művész együtt dolgozott Adam Elsheimer festővel, s így a képet hol a mesternek, hol pedig a tanítványnak tulajdonítja a szakirodalom.

## Galéria

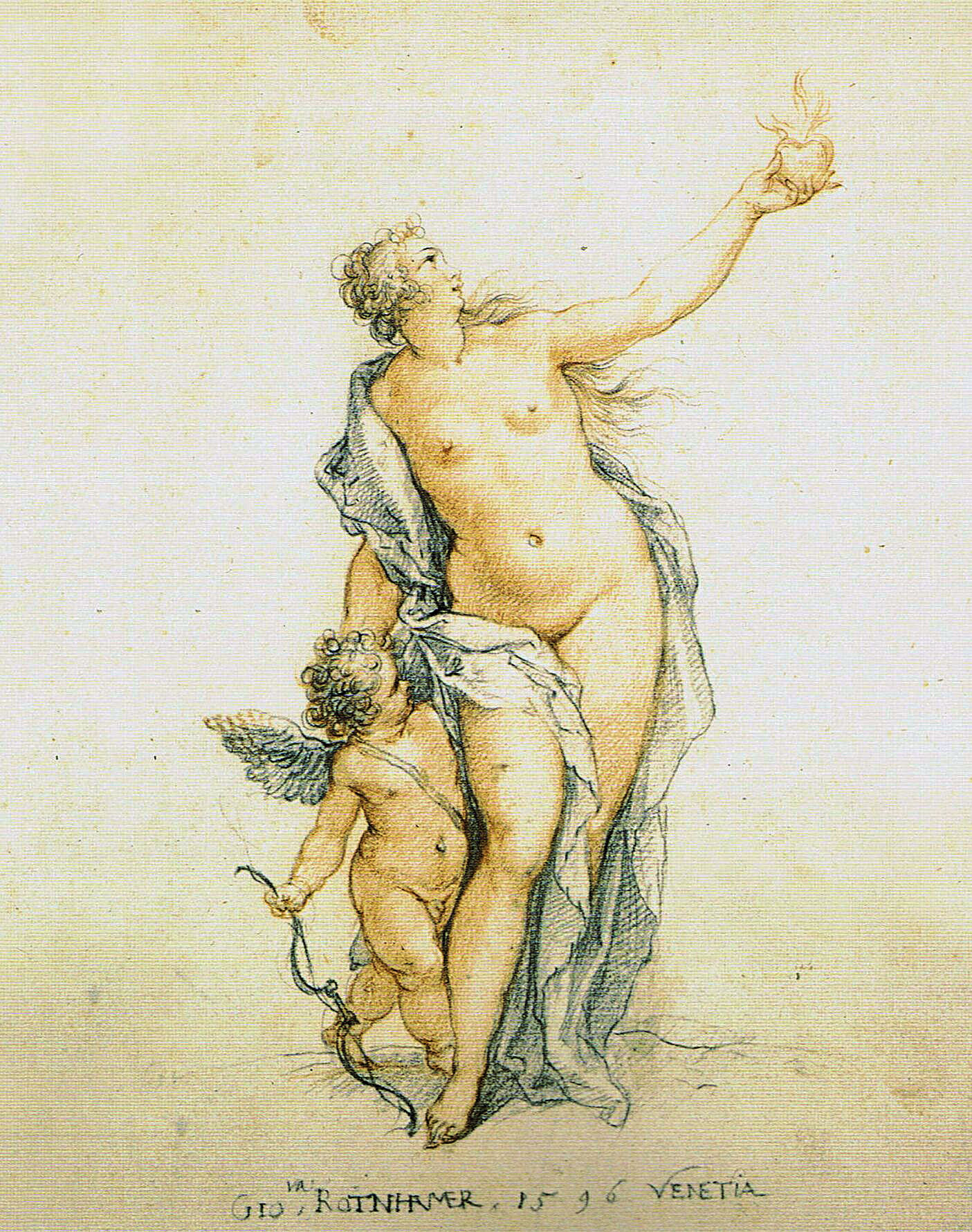
Vénusz és Ámor (1596)
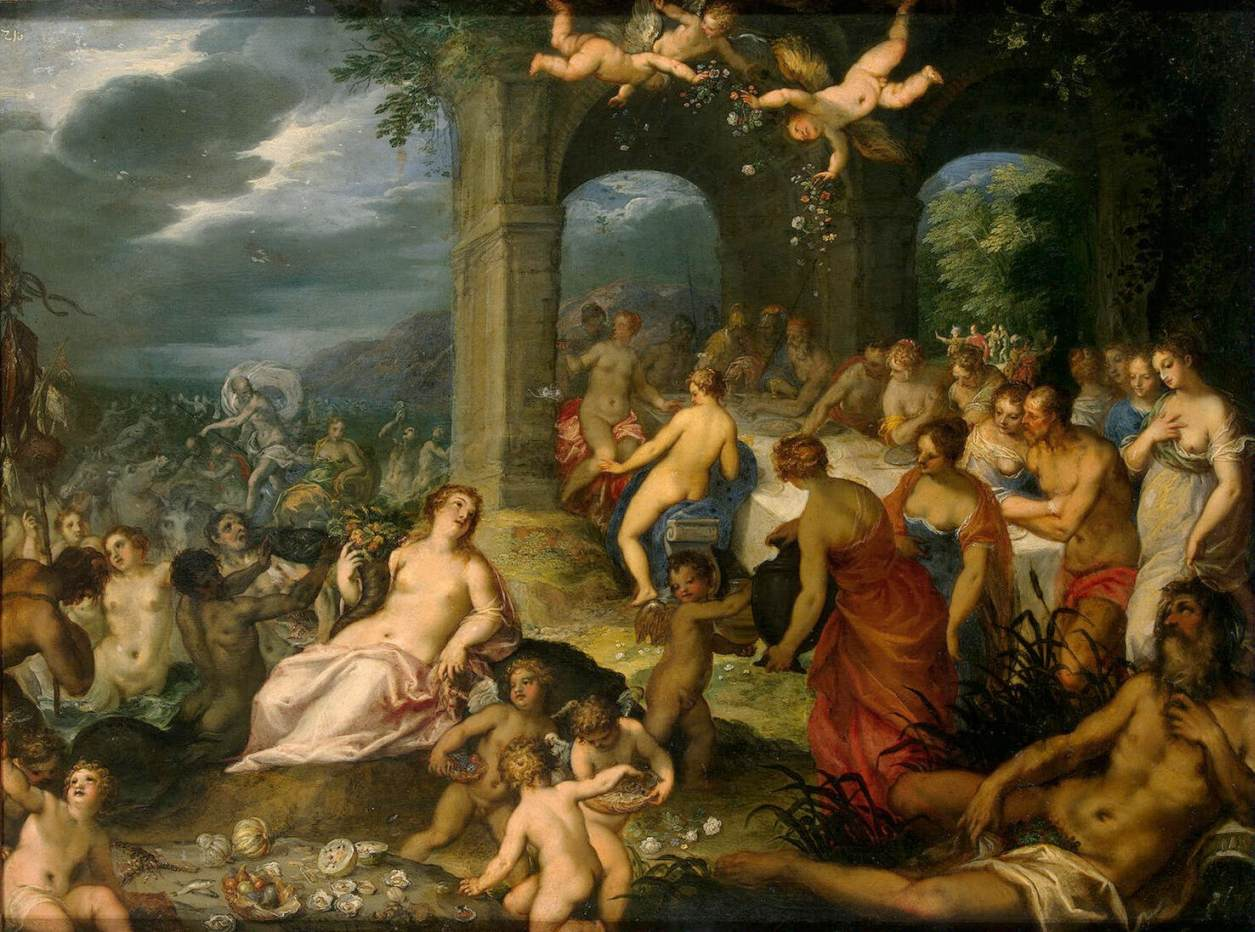
Istenek ünnepe (1600)
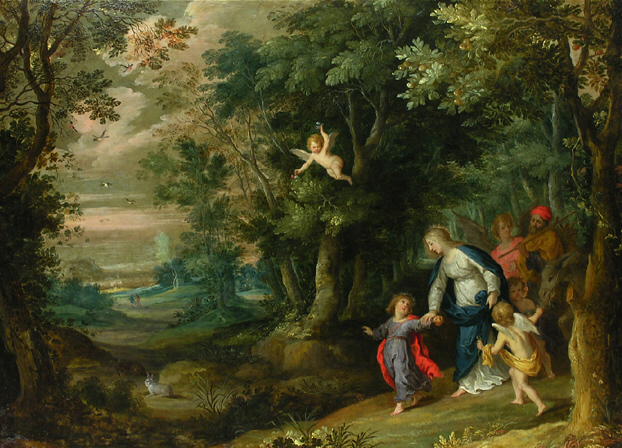
Menekülés Egyiptomba (Jan Brueghel festővel közösen)
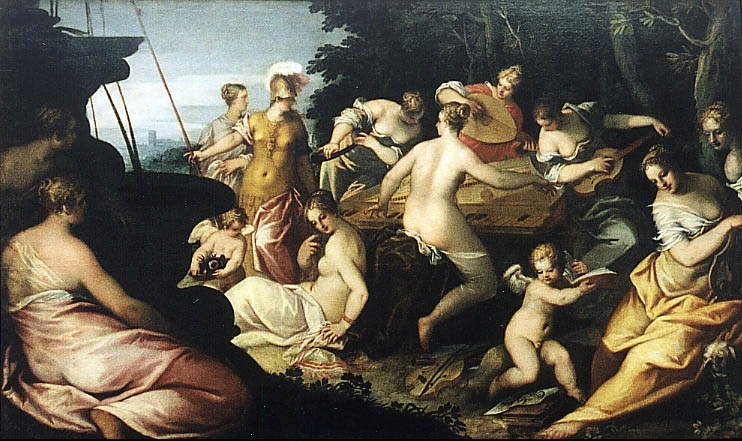
Minerva és a múzsák
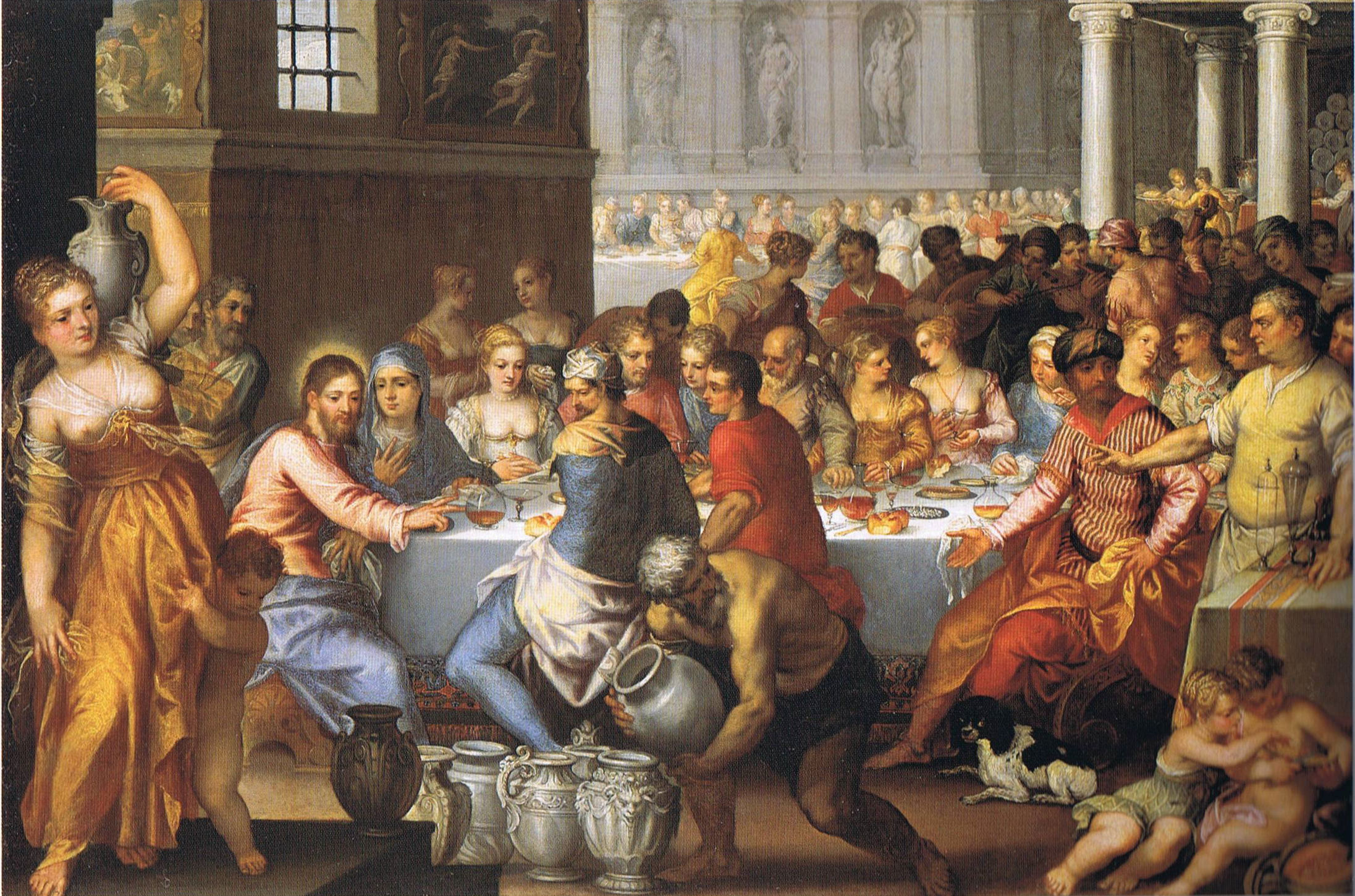
Kánai menyegző (szekrénykép)